# Tick Tock Lullaby
Pour les articles homonymes, voir Tick Tock et Tik Tok.
Pour plus de détails, voir Fiche technique et Distribution.
Tick Tock Lullaby est un film britannique de Lisa Gornick sorti en 2007.

## Fiche technique
- Titre original : Tick Tock Lullaby
- Réalisation : Lisa Gornick
- Scénario : Lisa Gornick
- Photographie : Sophie Meyer, Liz Smith et Campbell X
- Montage : Maya T. Harris
- Son : Matthew Gough
- Musique : Mat Davidson
- Production : Lisa Gornick
- Société de production : Valiant Doll
- Société de distribution : BQHL (France)
- Pays de production :  Royaume-Uni
- Langue d'origine : anglais
- Lieux de tournage : Londres, Angleterre, Royaume-Uni
- Format : Couleur - vidéo - 1,85:1 - son stéréo
- Genre : Drame
- Durée : 73 minutes
- Dates de sortie : 
  - États-Unis : 1er mars 2007 (Cinequest Film Festival (en)) ;  3 mai 2007 (sortie nationale)
  - France :  23 mars 2007 (Festival international de films de femmes de Créteil) ;  10 avril 2008 (Festival international du film gay et lesbien de Grenoble) ;  8 février 2009 (DVD)
  - Royaume-Uni :  29 mars 2007 (Festival du film gay et lesbien de Londres) ;  9 juillet 2007 (Cambridge Film Festival (en)) ;  30 juin 2008 (DVD)
  - Belgique : 8 novembre 2007 (Festival de cinéma holebi)

## Distribution
- Raquel Cassidy : Maya
- Lisa Gornick : Sasha
- Sarah Patterson : Gillian
- Joanna Bending : Fiona
- Sam Spruell : Steve
- Jake Canuso : Laurence
- Matthew Parish : Fred
- David Lazenby : Hick
- William Bowry : Todd
- Joseph Lumsden
- Aviva Gornick
- Rupert Jones
- Melissa Docker
- Mikhail Karikis
- Uriel Orlow